# Daniel Langbein
Daniel Langbein (* 30. September 1987 in Wien) ist ein österreichischer Schauspieler.

## Leben
Daniel Langbein ist der Sohn des Filmemachers und Journalisten Kurt Langbein und der Enkel des österreichischen Widerstandskämpfers Hermann Langbein. Von 2010 bis 2014 absolvierte er sein Schauspielstudium an der Universität für Musik und Darstellende Kunst in Graz. Er wirkte zunächst bei Hochschulproduktionen und Theaterprojekten mit, unter anderem im Haus für Musik und Musiktheater (MUMUTH) in Graz. Theaterengagements hatte er, teilweise noch während seines Studiums, am Schauspielhaus Graz (2012) und am Wiener Lustspielhaus (2014). Am Wiener Lustspielhaus trat er im Juli/August 2014, unter der Regie von Adi Hirschal, als „Glückspilz“ Blasius Klee in der Othello-Parodie Othello. Ein Schlechter in Hernals in der Rolle des jugendlichen Liebhabers auf.
Von 2014 bis 2018 war er festes Ensemblemitglied des Theaters Junge Generation in Dresden, wo er zahlreiche Haupt- und Nebenrollen spielte. Zu seinen Bühnenrollen dort gehörte unter anderem die Titelrolle in einer Krabat-Inszenierung. In einer Robin-Hood-Neuinszenierung spielte Langbein die Rolle des Friar Tuck. Im August 2016 übernahm er bei einer Ko-Produktion des Theaters Junge Generation mit der Dresdner Philharmonie die Rolle des Jägers in Peter und der Wolf. 2018 gastierte er am Societaetstheater Dresden unter der Regie von Amina Gusner an der Seite von Wiebke Frost, Tom Mikulla, Tim Mackenbrock und Anne Munka als trunksüchtiger Sohn Jamie in Eines langen Tages Reise in die Nacht. Seit 2020 arbeitet er als freier Schauspieler.
Langbein arbeitete ab 2011 auch für Kino und Fernsehen, beginnend mit der Mitwirkung in einigen Kurzfilmen. Eine Nebenrolle hatte er in der Wolf-Haas-Krimiverfilmung Das ewige Leben (2015). Im Dezember 2014 war er im österreichischen Fernsehen in der österreichischen Fernsehserie SOKO Donau in einer Episodenhauptrolle als tatverdächtiger Priesterseminarist Leopold Grunau zu sehen. 2016 übernahm er in der 12. Staffel nochmals eine SOKO-Donau-Episodenenrolle als Wiener Rechtspraktikant Adrian Schwarz. In der sechsteiligen ZDFneo-Serie Am Anschlag – Die Macht der Kränkung (2021) spielte Langbein den Arzthelfer Oliver, der zum Amokläufer und Attentäter wird, eine der durchgehenden Nebenrollen.
Im Landkrimi Steirerstern (2022) war er neben Emily Cox und Stefan Gorski in einer Hauptrolle als Teil eines erfolgreichen Volksmusik-Trios zu sehen. In Blind ermittelt – Tod im Weinberg (2023), dem 8. Film der Krimireihe Blind ermittelt, spielte Langbein den tatverdächtigen Motocross-Fahrer und Dealer Leo Decker. In der 2. Staffel der ORF-Serie SOKO Linz (2023) übernahm er eine Episodenhauptrolle als Cybercrime-Spezialist und White-Hat-Hacker Oliver Cap.
In der Krimireihe Die Toten vom Bodensee spielt er seit 2024 in einer durchgehenden Nebenrolle den Ehemann der Kommissarin Luisa Hoffmann (Alina Fritsch).
Über das Schicksal seines Großvaters Hermann Langbein schrieb Langbein, basierend auf dessen Erinnerungsbuch Die Stärkeren. Ein Bericht aus Auschwitz und anderen Konzentrationslagern, ein Theaterstück mit dem Titel Macht Gelegenheit Mörder, das 2014 mit Daniel Langbein und Lukas Stöger uraufgeführt und seither an diversen Spielstätten gezeigt wurde. 2017 entwickelte er mit Lebenslang ein weiteres Theaterstück, in dem er sich mit dem Nachlass seines Großvaters auseinandersetzt.
Langbein lebt in der Nähe von Wien.

## Filmografie (Auswahl)
- 2014: Clara Immerwahr (Fernsehfilm)
- 2014: SOKO Donau – Mörderspiel (Fernsehserie, Episodenrolle)
- 2015: Das ewige Leben (Kinofilm)
- 2016: Ma folie – Deine Liebe. Deine Lügen. (Kinofilm)
- 2016: SOKO Donau – Tigran der Unsichtbare (Fernsehserie, Episodenrolle)
- 2017: Olaf macht Mut (Comedy-Show)
- 2021: SOKO Donau – Männlich, ledig, unbefriedigt (Fernsehserie, Episodenrolle)
- 2021: Am Anschlag – Die Macht der Kränkung (Fernsehserie, durchgehende Nebenrolle)
- 2022: Der Tod kommt nach Venedig (Fernsehfilm)
- 2022: Landkrimi – Steirerstern (Fernsehreihe)
- 2022: Die Toten von Salzburg – Schattenspiel (Fernsehreihe)
- 2023: Blind ermittelt – Tod im Weinberg (Fernsehreihe)
- 2023: SOKO Linz – Systemcrash (Fernsehserie)
- 2024: Die Toten vom Bodensee – Atemlos (Fernsehreihe)
- 2024: Die Toten vom Bodensee – Die Messias (Fernsehreihe)
- 2024: Die Toten vom Bodensee – Nachtschatten (Fernsehreihe)
- 2025: Die Toten vom Bodensee – Die Medusa (Fernsehreihe)
- 2025: Mord in Wien – Der letzte Bissen (Fernsehreihe)